# دالة إهليلجية

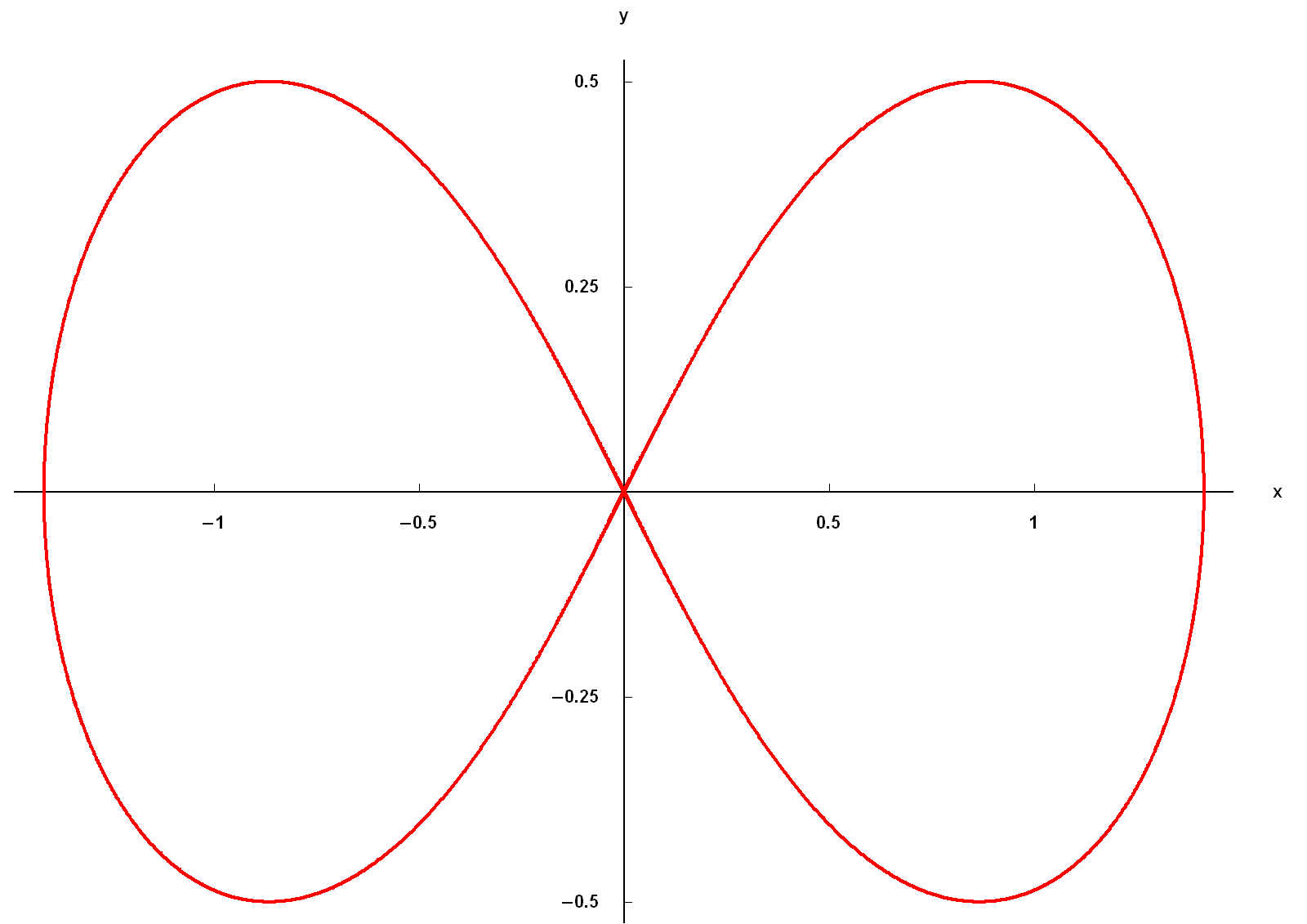

في التحليل العقدي, دالة إهليلجية (بالإنجليزية: Elliptic function)‏ هي دالة جزئية الشكل ودورية في اتجاهين. تماما كما تُعرف دالة دورية ذات متغير حقيقي في مجال ما، فإن دالة إهليلجية تُعرف في متوازي أضلاع أساسي، والذي يتكرر في مشبك.
تاريخياً، اكتشف نيلز هنريك أبيل تلك الدوال كدوال عكسية للتكاملات الإهليلجية، وتم تحسين نظريتها من قبل كارل غوستاف جاكوبي.

## تعريف
بشكل رسمي، دالة إهليلجية هي دالة جزئية الشكل {\displaystyle f} معرفة على مجموعة الأعداد المركبة {\displaystyle \mathbb {C} } حيث يوجد عددان عقديان مختلفان عن الصفر {\displaystyle \omega _{1}} و {\displaystyle \omega _{2}} مع كون {\displaystyle {\frac {\omega _{1}}{\omega _{2}}}\notin \mathbb {R} } (بتعبير آخر، ليسا متوازيين) حيث يتحقق ما يلي:
{\displaystyle f(z)=f(z+\omega _{1})} و {\displaystyle f(z)=f(z+\omega _{2})} مهما كان {\displaystyle z\in \mathbb {C} }.

## خصائص
الدالة الاهليجية هي دالة رياضية مستمرة في كافة نقاط الفضاء.

## طالع أيضًا
- تكامل إهليلجي